# Placówka Straży Granicznej II linii „Sztabin”
Placówka Straży Granicznej II linii „Sztabin” – jednostka organizacyjna Straży Granicznej pełniąca służbę wywiadowczą na granicy polsko-niemieckiej w okresie międzywojennym.

## Formowanie i zmiany organizacyjne
Rozporządzeniem Prezydenta Rzeczypospolitej Polskiej Ignacego Mościckiego z 22 marca 1928 roku, do ochrony północnej, zachodniej i południowej granicy państwa, a w szczególności do ich ochrony celnej, powoływano z dniem 2 kwietnia 1928 roku Straż Graniczną.
Rozkazem nr 1 z 12 marca 1928 roku w sprawach organizacji Mazowieckiego Inspektoratu Okręgowego Naczelny Inspektor Straży Celnej gen. bryg. Stefan Pasławski określił strukturę organizacyjną komisariatu SG „Rajgród”. Placówka Straży Granicznej II linii „Janówek” znalazła się w jego strukturze.
Rozkazem nr 9 z 18 października 1929 roku w sprawie reorganizacji mazowieckiego Inspektoratu Okręgowego komendant Straży Granicznej płk Jan Jur-Gorzechowski określił numer i nową strukturę komisariatu. Placówka Straży Granicznej II linii „Janówek” znalazła się w jego strukturze. Dokument: „Dyslokacja SG na dzień 1 lutego 1930” wykazuje placówkę II linii „Sztabin”. Znajduje się ona również w strukturze komisariatu w 1939.